# 미호 비행장 (시즈오카현)

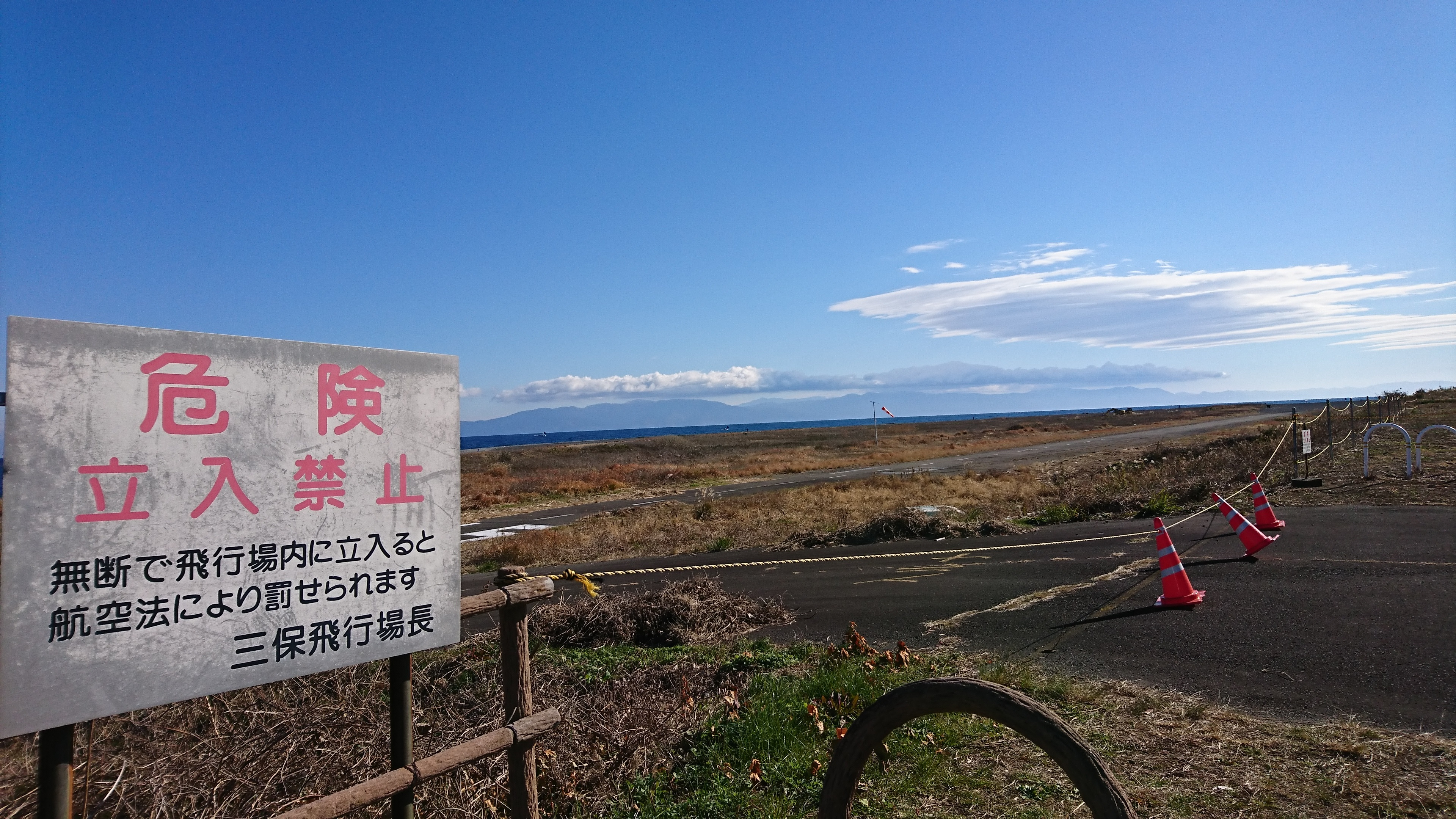
미호 비행장

미호 비행장(三保飛行場 미호히코조[*])은 일본 시즈오카현 시즈오카시 시미즈구 미호에 있는 비행장이다. 일본 공항법 분류에서는 장외이착륙장에 해당한다.
본래는 일반 사단법인 일본비행연맹이 관리 운영하고 있어 시즈오카현과 적십자 비행대의 훈련 비행장으로 사용되고 있었다. 따라서 이착륙을 할 수 있는 것은 일본비행연맹의 회원이며 적십자비행대에 등록되어 있는 자만이었다. 하지만 2022년 4월 1일부터 비행장은 시즈오카현/시즈오카 토목사무소의 소관이 되었다.
본래의 비행장 사용 목적은 구난 활동이다. 비행 계획의 신청처는 도쿄 항공국 도쿄 공항 사무소이지만, 활주로의 자갈 등의 유입에 의해 실질적으로 휴항 상태이다.